# Ponera chapmani
Ponera chapmani är en myrart som beskrevs av Taylor 1967. Ponera chapmani ingår i släktet Ponera och familjen myror. Inga underarter finns listade i Catalogue of Life.